# Villa Santa Lucia degli Abruzzi
Villa Santa Lucia degli Abruzzi là một đô thị thuộc tỉnh L'Aquila trong vùng Abruzzo của Ý. Ý. Đô thị này có diện tích 27 km², dân số năm 2001 là 206 người. Các đô thị giáp ranh gồm: Brittoli (PE), Capestrano, Carpineto della Nora (PE), Castel del Monte, Ofena.